# おじゃまユーレイくん
『おじゃまユーレイくん』は、1979年5月号から1981年10月号まで『月刊コロコロコミック』に連載されたよしかわ進の漫画。ほぼ同時期にてれびくんに連載された『ヒロインくん』と並んで、作者の代表作として知られる。

## 概要
1980年代初頭のお色気漫画の草分け的作品の一つ。1970年代に一世を風靡した永井豪のお色気漫画の流れを汲み、健康的な明るいエロチシズムが特徴の作品である。
不幸な事故により死亡し、幽霊となった主人公が繰り広げるお色気騒動がストーリーのメイン。幽霊となった主人公は通常は姿が見えないために、女性の着替えを覗いたり、他者に憑依してその身体でHな行動を起こすなどのきわどい内容で、当時の子供達に鮮烈なイメージを残した。お色気描写が中心の作品ではあるが、生と死を扱ったストーリーでもある。
初期の単行本は長らく絶版となっていたため、オークション等で高額な取引がなされていた。2001年笠倉出版社より愛蔵版として全1巻で復刊、2009年には「コロコロコミックアーカイブス」でオンデマンド形式で復刻販売される。しかし「雑誌掲載版」、「初期単行本版」、及び「愛蔵版」のそれぞれで細かな点が多くの箇所で異なる（表現を抑えたところもあれば過激になったところもある）。「オンデマンド版」は「愛蔵版」と同等。

## あらすじ
不運な事故により死亡した小学生の友紀霊次郎。あの世の手違いにより通常なら「霊界」に行くのだが、何故かリストから漏れており、幽霊になりこの世をさまよう羽目に。誰からも（クラスメイトや両親からさえも）姿が見えなくなり、言葉も認知されなくなってしまい悲嘆にくれるが、同級生の山野こだまだけは霊次郎の姿を見ることができる力をもっていた。
長い間人間に憑依していないと生気を失い存在が消えてしまうため、頻繁に憑依する必要があり、その対象として主にこだまを始めとする女の子にとり憑くことに。女の子の身体でスカートのまま野球をしたり、女子更衣室に潜入したり、裸になったり、お風呂に入ったりとエッチな騒動を巻き起こす。憑依された人間は霊次郎と五感を共有するとともに身体を自由に操られ、生気を吸い取られてしまう（こだまのように最初から霊次郎を認識していない人間は、霊次郎に憑依されても必ずしも霊次郎の存在を認識するわけではなく、大抵は身体が勝手に動いたと認識する）。
物語後半にはチェックメーターというアイテムが登場し、善事はプラス、悪事はマイナスにカウンターが動き、プラス又はマイナス1万になると生まれ変わる（プラスは天国に行き好きな時代、好きな動物に生まれ変わり、マイナスだと地獄に行き下等生物に生まれ変わる）という展開に移行。ベルと共にポイント稼ぎの旅に出る。その結果、ヒロインであるこだまの出番も少なくなった。主人公・霊次郎は人や霊とのふれあいにより成長していく。その反面、カウンターの数値の上下は初めこそ上昇下降値が公開されていたが、一度霊界の掟に背き急速に-10000をカウントした以外、物語に関わることは無かった。
最終回は霊界のコンピューターのミスにより生まれ変わることができるが、「生まれ変わるならこだまちゃんと同級生でないと嫌だ!」と願い、その願い通りに時間を遡りクラスメイトの優等生の立花薫として生まれ変わることになる。しかし、今度はこだまが不幸な事故により死亡してしまい、立場は逆転する。ベルにより立花こそが霊くんの生まれ変わりだと聞かされたこだまは、今までの仕返しとばかりに立花へと憑依する（ただし、立花には霊感はない。霊次郎がしょっちゅうとりついていたため、こだまと魂の波長が合い、こだまが幽霊となっても認識できるという設定である）。最終回は突然打ち切りを宣告されたため、当初考えていた案ではなくその場の思いつきで執筆された。

## 登場人物
友紀 霊次郎（ユーレイくん）
本作品の主人公。交通事故である日突然死んでしまった小学生。霊界のリストから漏れ、この世をさまよう幽霊となることに。死後も意志を持ち、自由に移動することが出来る強力な霊。人間や動物に憑依してその肉体を自由に操ることができ、心を読むことができる。他にもテレポート能力や空中浮遊能力を持つ。精神体であるため物理の法則を無視し、壁やドアなどはすり抜けることが可能（逆に物を持つことが出来ない）。
生前はおっちょこちょいで弱虫、勉強もスポーツもまるで駄目だったが、唯一水泳が得意だった。
定期的に生物の生気を吸収しないと消えてしまうため憑依を行うが、こだまをはじめとする可愛い女の子に好んで憑りつき、毎回Ｈな騒動を巻き起こす。
山野 こだま
本作品のヒロイン。小学5年生。小学生とは思えない大人びたプロポーションの持ち主。霊感が強く、霊を認識し会話をすることができる霊視能力を持つため誰からも認知されない霊次郎がつきまとい、霊次郎にしょっちゅう憑依され、自分の意思とは関係なく身体を操られスカート姿のままで野球をしたり、お風呂に入ったり、トイレでお漏らししたりなど毎回Ｈな展開に会う羽目に。
序盤では霊次郎に対して特別な感情は持っていなかったようだったが、終盤では霊次郎に好意を持っているような描写も多々見られた。
ベル=サイレン
死神のアルバイトをしているイタズラ好きな女性悪魔。由緒あるサイレンの魔女の末裔。飛行能力や物質変換など様々な超能力を持つ。霊界リストから漏れた霊次郎の面倒を見る。尻尾には人間の性格を逆転させる能力がある。
立花 薫
霊次郎の死後に転校してきた、こだまのクラスメイト。成績優秀、スポーツ万能、そしてハンサムな少年。
　ただし、霊次郎とおなじくらいHでもある。
賀麻 たけし
こだまのクラスメイト。クラスのいじめっ子。といっても暴力を振るうわけではなく、専ら陰で悪口を言ったり嫌いな相手の悪評を流布させるといった ｢小ずるい性格」の少年。実はこだまに好意を抱いている。
山形 真吾
霊次郎の死後転校してきた、こだまのクラスメイト。体が大きく番長的な風貌をしている。教師でさえ恐れる乱暴者。こだまに憑依した霊次郎により、色気を用いた決闘で打ち負かされ、以後こだまに好意を持つ。
フー子
こだまのクラスメイト。こだまにばれない様に女湯を覗くために霊次郎に憑依される。
橋本 早苗
こだまの隣のクラスに転校してきた少女。霊次郎のお気に入り美少女。
三浦 めぐみ
霊次郎と同じく死後も意識があり憑依する能力を持つ幽霊。
こだまと霊次郎の仲に嫉妬し、こだまに憑依して裸で走る回るというお転婆な行動をとる。
後に天国から脱走した際には警官に憑依し、銃を乱射するなど過激な行動をとるが、結局霊界に連れ戻される。
工藤 幻斎
除霊師。全ての幽霊を抹殺するのが使命と思っており、霊次郎を付け狙う。女性の裸アレルギーの持ち主。
その後同人誌版に再登場したときは修行をし、女性の裸アレルギーを克服して再登場するが、それに伴い除霊能力が落ち、霊次郎に打ち倒される。
愛原先生
こだまのクラスの先生。32歳。独身。
リリィ
のら犬だったが、こだまの家で飼われるようになる。こだまが罰として霊次郎を憑依させ、芸をする。
やよい
ポイント稼ぎの旅編に登場した女子高生。
霊次郎の両親
2人とも霊次郎が死んだ際、「どうしようもない駄目息子だった」とぼやき、霊次郎を失望させるが、霊次郎が去った直後に嘆き悲しむ両親の描写が作品中に頻繁に見られる。後に母親は次男を出産し、「霊」は縁起が悪かったとして読みが同じの「礼次郎」と名づけ、そのエピソードの中で両親への誤解も解けることに。

## 各話のサブタイトルと概要(コロコロ初掲載タイトル)
1. ユーレイくん誕生(ユーレイ誕生の巻)
第1話。交通事故により霊次郎死亡。死んだとは気がつかず学校にテレポートするが、そこでこだま以外からは姿が見えず、また触れることが出来ないことに気づく。事故現場にテレポートした霊次郎は、自身を死亡させた運転手相手に、自身の死体に憑依して復讐したが、これにより運転手を死亡させてしまう。このとき霊界の案内人であるベルと遭遇するが、自身は霊界からのリスト漏れであると知らされ、現世で彷徨う幽霊となる。
2. とりついちゃうから!
自分の姿がみえるのはこだまだけてなので霊次郎はこだまにべったり。おかげでこだまは様々な失敗して霊次郎に絶交を告げるが、その後ベルにより他者に憑依しないと生気を使い果たし、存在が消えることを聞かされ、どうせだったらとこだまに初憑依。自分の意思のまま動かすことが可能となったこだまの身体で、さっそくお風呂に入ったり、スカートのまま野球をしたりして、この回からHな展開となる。
長時間憑依しているとこだまがやつれて生気を使い果たして死んでしまうとベルに聞かされ、体から出て落ち込む霊次郎と、一安心のこだまだったが、たまにとりつくていどなら大丈夫と聞かされ、笑みを浮かべる霊次郎と悲嘆するるこだまであった。
3. 二人でひとりの水泳大会
賀麻に泳げないことをバカにされ、水泳大会で泳げなかったらハダカ踊りをする約束をしてしまうこだま。かなづちなこだまの代わりに水泳上手な霊次郎が憑依し、水泳大会に出ることに。
4. 転校生に負けるな!
立花薫初登場。天才肌の立花に嫉妬し、霊次郎は立花に憑依して、こだまとの仲を裂こうと画策する。
5. ユーレイ退散 もうたくさん
林間学校でお風呂に入るこだまに覗かないように釘をさされる霊次郎だったが、同級生の女の子フー子に憑りつきこだまにばれないように女湯に潜入していたが、あまりにジロジロとこだまを見ていたためにばれてしまい追い出される。
その後林間学校の集合写真で、こだまの横に霊次郎が写ったことから、校内の心霊クラブにこだまが除霊をされることに。
6. 女性恐怖症の治し方(無題)
女性恐怖症のため女性にもてず悲観し、自殺しようとした青年は、霊次郎を認識することが出来たため、霊次郎は青年の女性恐怖症を治すために一肌脱ぐことに。
7. これがユーレイ野球だ
たまには野球をしたいと願う霊次郎は、先生に憑依して、病欠した生徒の代理をこだまにしてしまう。本人の意思を無視してこだまの身体に憑依し、スカートのままクラスの野球試合に臨む。その後帰宅し、嫌がるこだまを無視して霊次郎はこだまの身体でお風呂を堪能する。
8. お墓まいりは楽しいな
霊次郎の両親に頼まれ、こだまは霊次郎の墓参りに同行するが、当然霊次郎がついてくる。自分の好物ばかり弁当で出され、たまらなくなった霊次郎は、こだまに憑依して食い散らかすことに。その後、霊次郎の父親が「あいつが大きくなったら酒を酌み交わすのが楽しみだった」と聞かされ、こだまの身体でお酒を飲み酔った勢いでハメをはずすことに。
9. ぼくのユーレイちゃん
街で知り合った女の子の幽霊・めぐみちゃんと仲良くなった霊次郎は、「憑依しやすい人間」としてこだまを紹介する。こだまと霊次郎の一心同体の仲に嫉妬しためぐみは、こだまに憑依して裸になり走り回るのだった。こだまは幽霊にはできないこともあるといい、自分の身体を貸すからと霊次郎をスケートに誘うのだった。
10. 色気で勝負!
転校してきた山形真吾の横暴に耐えかねたこだまは、山形と一騎討ちをする。最初は霊次郎を山形に憑依させて勝つ心算だったが、霊次郎は山形に取り憑くことを拒否。こだまは一人で山形に立ち向かうが、名案を思いついた霊次郎はこだまに憑依し、色気で山形に勝負を挑むことに。
11. スキーグマさん、こんにちは
スキーに来たこだま一家。霊次郎はこだまの身体をかりてスキーに挑むが遭難してしまう。さらに足を挫いたこだまが避難した先には冬眠中の熊が居た。
12. 注射がこわい
風邪が流行る中、こだまに生前の注射嫌いを馬鹿にされた霊次郎は医者に取り憑く。
13. バースデーデート
こだまの誕生日になにもプレゼントできないと嘆く霊次郎だったが、こだまが大ファンである歌手の野城秀美に憑依し、デートに誘うのだった。
14. ユーレイくんの恋(すき!すき!こだまちゃん)
隣のクラスに転校してきた美少女・橋本早苗に一目ぼれした霊次郎。しかし早苗が霊次郎を認識できるはずも無く、早苗に憑依して一心同体となり、自身を抱きしめたり鏡に向かってキスをしたりするのだが、無意味なことだと悟る。
数日姿を見せない霊次郎を心配したこだまが探し当てたときは、霊次郎は募る恋心により、他者に憑依することも忘れ、生気を失いやせ衰えた姿だった。このまま消えてなくなると呟く霊次郎を救うためにこだまは何でもすると申し出でると、せめての思い出作りとして、こだまの身体を借りて早苗と一緒にお風呂に入ることに。
偶然を装い銭湯で一緒にお風呂に入ることになった早苗とこだまにとりついた霊次郎だったが、霊次郎が早苗の背中を流していると滑って抱きついてしまう。不穏な空気が流れる中、再び滑って今度は早苗の股間に手が伸びたところで手が痙攣してしまう。騒然となる女湯に偶然フー子が居合わせて全てを目撃してしまう。
翌日こまばが登校すると、目撃したフー子によりクラス中に銭湯での騒動が噂となっているのだった。
15. 幽霊ハンターあらわる
全ての幽霊の抹殺を使命とする除霊師・工藤幻斎により付けねらわれる霊次郎。しかし厳しい修行のせいで、工藤幻斎の弱点は女性の裸だった。こだまは霊次郎を救うために、工藤と対決する。
16. 霊次郎の弟、礼次郎
両親がめっきり墓参りに来てくれなくなったことを嘆いていた霊次郎だが、自分に弟が生まれたことを知る。
17. 宿題はすずしくやろう(ユーレイくん宿題に挑戦の巻)
「夏休みの宿題を忘れた生徒は厳罰にしてやる」と意気込む愛原先生を目撃したこだまは、急いで家に帰り宿題に取り組むが、家のクーラーが壊れてしまって勉強がはかどらない。暑さでいらつくこだまは霊次郎に「幽霊なら涼しくさせなさい」とヒステリーになる。
18. こだまちゃん対ベル
霊界のアルバイトをやめてしまって暇になったベルは、こだまの学校の運動会でちょっかいを出し、最後にはこだまと騎馬戦で戦うことに。
19. ニセ医者健康診断(大狂乱!!健康診断の巻)
小学校の身体検査に来たのは偽医者だった。聴診器を使わず女の子の胸を揉むなど、あまりにも怪しい態度にこだまは偽医者ではないかと疑い、霊次郎を医者に憑依させて心を読ませる。その後、偽医者にお仕置きをしたベルは、同じ境遇にいる幽霊を探しに旅に出てみないかと霊次郎を誘う。
20. 誘拐大好き
この回より放浪の旅に出る。ふとしたことから巻き込まれた誘拐事件を解決した霊次郎だったが、チェックメーターを身につけていなかったので、今回の善行はポイントにはならなかった。
21. 一家心中を救え!
田舎の温泉街に来た霊次郎とベルは後進のホテルに潰されそうな旅館のために一肌脱ぐことに。
22. 犬になりたい(ペット騒動の巻)
憑依の対象を探していた霊次郎は、美少女・やよいに目をつける。ベルに「あの女の人にとりつくの? 霊くんもすきねぇ」と言われるが、霊次郎の目的はやよいの飼い犬クッキーに憑依し、やよいに可愛がられることだった。雑誌掲載タイトルは「ペット騒動」。なお、雑誌掲載時と現在入手できる版とでは混浴シーンのやよいの台詞が一部異なり、やよいの印象が変わる。
23. 遭難ですよ
女性だけで雪山登山をするやよいに付き添い、雪山までやってきた霊次郎たち。雪崩に巻き込まれ遭難したやよいたちに対して、霊次郎はやよいに憑依し、雪穴を掘り、女性同士で裸で抱き合うことを提案する。コミックス収録版は本誌掲載時より各ページよりコマを削り、実質2ページ減としている。
24. 目撃者を消せ(目撃者を消せ!の巻)
いつもHなことばかりしていた霊次郎は、チェックメーターのカウンターがいつの間にかマイナスとなっていた。あせる霊次郎は追われていた若い女性を助ける。しかしその女性は実は泥棒だったために、さらにマイナスを重ねてしまう。女性はその後、偶然殺人事件を目撃して逃げ出すが、再び出会った霊次郎は今度は恥をかかすために女性に憑依し、街中で服を脱ぎはじめる。
25. 天国からの逃亡者
旅の途中、天国から脱走した霊がいることを知らされたベルと霊次郎。その脱走してきた霊は、以前出会っためぐみちゃんだった。めぐみは霊次郎に、成仏する前にデートをしたいと告げる。
しかし天国からの逃亡者と行動を共にすると同罪とされ、霊次郎のチェックメーターもどんどんマイナスが加算されてしまう。マイナス一万点となり天界から例会警察が出動し追われる霊次郎達。
逃げ続け、偶然テレポートした先は火事現場で幼い子供たちが逃げ遅れていた。
26. 宝探し同好会(秘宝を求めて大騒動!!の巻)
山奥にやってきたベルと霊次郎。山奥には不釣合いな美少女の一行を見つける。一行は先祖が残した宝を探しにきた「宝探し同好会」だった。霊次郎はリスに憑依し、宝探し同好会の面々と行動を供にするのだった。
27. ベル好みの男の子
人間の女の子に変身し、たまには別行動をとろうというベル。気になった霊次郎は密かにベルをつけると、いじめっ子にいじめられる尾地少年の姿があった。たまらず霊次郎はいじめっ子にとりつき少年を救うが、実はベルは尾地少年を救い仲良くなろうとしていたのだった。その後、いじめっ子のお金で皆を野球観戦に誘うが、霊次郎は野球選手にとりついてしまい、自由になったいじめっ子はベルに危害を加えようとするが、彼はベルを救うためにいじめっ子に立ち向かっていくのだった。
28. 王女を救え!
南海の海で泳ぎを楽しんでいたベルと霊次郎。偶然、客船が魚雷により沈められる現場に遭遇してしまう。ただ一人助けた少女はマンナン王国の王女だった。
29. 湖での再会(再会!!霧の伊寒湖)
旅に出ても自分と同じ境遇の幽霊には出会えず、ホームシック気味の霊次郎。そのとき、湖で旅行中のこだまと立花に再会する。
30. 逆転サヨナラ
最終回。霊界のコンピューターのミスにより天国行きとなり、突如こだまと離れ離れになる霊次郎。霊次郎と別れてからしばらくしたある日、今度はこだまが不幸な事故によりリスト漏れの幽霊となってしまう。
何故か立花にだけは幽霊となったこだまが認識できるのだった。
霊界では霊次郎が「こだまと同い年」への転生を願い、時を遡って生まれ変わる。実は立花は霊次郎の生まれ変わりだったのだ。
ベルから立花が霊次郎の生まれ変わりとだということと、こだまを認識できるのは霊次郎がこだまにしょっちゅう憑りついていたたために、魂の波長がぴったりあってしまったためだということを聞かされたこだまはさっそく立花のもとに。
幽霊となったこだまの出現に驚く立花は逃げだそうとするが、こだまが素早く憑依し立花の体を操り始めた。
これにより憑依する側とされる側、霊次郎とこだまの立場は逆転する。

## 同人誌活動
2003年冬のコミックマーケット以降、作者による同人誌『Pin・head』にて継続して続編が掲載されている。『おじゃまユーレイくん』が掲載されている巻は『Pin・head3』、『Pin・head6』、『Pin・head9』等である。なお、続編といっても最終回のその後というわけではなく、最終回までのエピソードの一つとして発表されている。

## その他
- 2000年9月13日 笠倉出版社のカルトコミックスよりカラーページ再録、作者インタビュー、単行本未収録ページ、てんとう虫コミック全3巻（絶版）カバー、読み切り作品「かぷせるクッキー」「まさかのヒカルくん」等を収録した復刻版全1巻が発売された。
- 2001年4月12日発売『みこすり半劇場』（ぶんか社）に「平成版・おじゃまユーレイくん」が掲載された。同作品は、2001年6月5日に発売された『ヒロインくん』の愛蔵版（笠倉出版社）の巻末にも収録されている。
- 2007年6月発刊の『熱血!!コロコロ伝説 vol.2』に、「とりついちゃうから!」と「ユーレイくんの恋」の2話が再収録された。